# Winx
Winx (eng. Winx Club) je talijansko-američka animirana serija za djecu koju izvorno proizvodi talijanska tvrtka Rainbow SpA, a od 2011. godine i američki Nickelodeon. Kreator serije je Iginio Straffi. Serija je s prikazivanjem započela 28. siječnja 2004. godine u Italji, a do danas je bila emitirana više od 150 zemalja svijeta. Trenutno broji osam sezona s preko dvjesto epizoda, tri dugometražna filma, dva nastavka (PopPixie i Winx svijet), a 2021. godine je na Netflixu izašla i igrana serija pod nazivom Winx saga: Sudbina. Nove epizode serije najavljene su za 2025. godinu, a izaći će na Netflixu.

## Radnja
Serija prati avanture grupe vila na planetu Magix u fiktivnoj čarobnoj dimenziji koje pohađaju školu za vile Alfea te svoj klub nazivaju Winx. Članice kluba su Bloom, crvenokosa vođa kluba koja ima moć zmajevog plamena, Stella, vila sunca, Flora, vila prirode, Musa, vila glazbe, Tecna, vila tehnologije, a u drugoj sezoni Winx Clubu se pridružuje i Aisha, vila valova. Od četvrte sezone, djevojke često prati i Roxy, vila životinja i posljednja vila sa Zemlje. U Magixu postoji i škola za Specijaliste koju pohađaju Sky, Brandon, Helia, Riven i Timmy te su u ljubavnim odnosima s vilama iz kluba Winx.
Winxice i Specijalisti su u vječitoj borbi protiv zla, a u svakoj sezoni suočavaju se s novim protivnicima. Njihovi najčešći protivnici su tri zle vještice Icy, Darcy i Stormy koje svoju grupu nazivaju Trix te pohađaju školu za vještice zvanu Oblak kula. U seriji su se kroz osam sezona pojavili i zlikovci poput Lorda Darkara, Valtora i Čarobnjaka Crnog Kruga koji imaju zle namjere te žele poremetiti mir i dobro čarobne dimenzije, a zadatak Winxica je zaustaviti ih. U svojim misijama da zaustave zlo, Winxice često moraju dobiti nove transformacije koje im daju nove moći i osnažuju ih za borbu. 
Većina radnje serije odvija se u čarobnoj dimenziji na planetu Magix koji je dom triju škola koje glavni likovi pohađaju. U čarobnoj dimenziji postoje i mnogi drugi planeti uključujući Bloomin planet Domino, Stellin planet Solaria, Florin planet Linphea, Musin planet Melody, Tecnin planet Zenith i Aishin planet Andros. Četvrta sezona je specifična po tome što se njezina radnja odvija na planetu Zemlji, u Bloominom rodnom gradu Gardenia. 

### 1. sezona
Bloom živi kao obična djevojka na Zemlji sve dok jednog dana ne otkrije da posjeduje magične moći i zajedno sa Stellom otputuje u Alfeu, školu za vile. Bloom osnuje klub imena Winx zajedno sa Stellom, Florom, Musom i Tecnom, a njihov zadatak je boriti se protiv zlih vještica koje sebe nazivaju Trix. Vještice traže moć zmajeve vatre, koja je najjača moć u svemiru, kako bi vladale Magičnom Dimenzijom. Kada otkriju da je Bloom čuvarica zmajeveve vatre, Trix je odluče napasti i ukrasti joj moć kako bi započele svoju vladavinu nad Magixom. Dok se bori protiv vještica, Bloom kroz sezonu saznaje pravu istinu o svojem porijeklu te o planetu Dominu, njezinom rodnom mjestu, kojeg su pokorile tri antičke vještice.

### 2. sezona
U drugoj sezoni Winxicama se pridružuje Layla koja dovodi Pixije – mini vile, koje se povezuju sa svakom od Winxica. Trix se udružuju s Lordom Darkarom koji želi preuzeti moć nad Magičnom dimenzijom. Kako bi se uspješno obranile od novih neprilika, djevojke moraju dobiti novu moć – Charmix, a dobivaju je svojom iskrenošću i snalažljivošću. Darkar pošalje Trixice da otmu Bloom i on je pretvori u zlu vilu. Zadatak Winxica je spasiti Bloom i zauvijek pobijediti Darkara.

### 3. sezona
Iz Dimenzije Omega, udruživši se s Trixicama, pobjegao je zli čarobnjak Valtor.On je pokorio Andros, Laylin rodni planet, te je pretvorio većinu sirena u morska čudovišta. No moć sirena nije mu dovoljna da povrati svoju nekadašnju snagu pa odluči pokoriti i druge čarobne planete i tamo uzeti svu čaroliju. Valtor postaje prijetnja Winxicama, no u isto vrijeme je povezan s Bloominom prošlošću. Kako bi postale jače, Winxice moraju dobiti moća Enchantixa, a dobivaju je žrtvujući se za svoje bližnje. Winxice će ga na kraju poraziti, a sirene koje je preobrazio u čudovišta će se vratiti u normalu kao i svaka čarolija koju je ukrao.

### 4. sezona
Winxice odlaze na Zemlju gdje pronalaze Roxy – posljednju vilu sa Zemlje. Ona je u opasnosti jer joj prijete zli Čarobnjaci crnog kruga, a kako bi ju spasile i vratile magiju na Zemlju, Winxice trebaju moć Believix. Nju pak može dobiti, ali i ojačati samo ako uspiju uvjeriti stanovnike Zemlje da ponovno počnu vjerovati u postojanje vila.

### 5. sezona
Nova prijetnja Winxicama je Tritannus, kojemu Trixice pomažu da zavlada oceanom. Kako bi ga zaustavile, Winx moraju dobiti moći Harmonix i Sirenix te spasiti Beskrajni Ocean od propasti.

### 6. sezona
Trix se vraćaju i preuzimaju kontrolu nad Oblak Kulom i udružuju se s vješticom Selinom. Ona posjeduje vrlo opasnu knjigu zvanu Legendarium koja legende pretvara u stvarnost. Tijekom borbe, sve Winxice osim Bloom gube svoje moći, a može ih vratiti tako da zasluže novu moć – Bloomix. Bloom je svakoj dala dio svoje zmajeve vatre, ali one moraju napraviti neko hrabro djelo kako bi otključale Bloomix. Sljedeća transformacija, pod imenom Mythix, služi im kako bi ušle u svijet legendi.

### 7. sezona
Winxice otkrivaju vilinske životinje, magična bića koja posjeduju specijalne talente i kojima prijete zla Kalshara i Brafilius. Kako bi ih spasile, Winxice moraju putovati kroz vrijeme i dobiti nove moći – Butterflix, kasnije i Tynix koji im služi za ulazak u mini-svijet vilinskih životinja.

### 8. sezona
Winxice odlaze na svemirsku pustolovinu i posjećuju najudaljenije planete Magične Dimenzije kako bi spasile zvijezde koje su u opasnosti jer se zli čarobnjak Valtor vratio da poremeti mir.

## Pregled serije